# Ellipteroides (Progonomyia) saturatus
Ellipteroides (Progonomyia) saturatus is een tweevleugelige uit de familie steltmuggen (Limoniidae). De soort komt voor in het Neotropisch gebied.